# Glosas Silenses

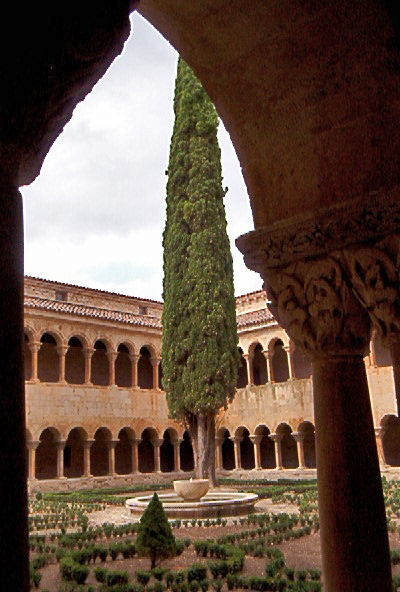
L'Abbazia di Santo Domenico di Silos.

Le Glosas Silenses (letteralmente Glosse di Silos) sono commenti in lingua romanza della penisola iberica scritti da copisti medievali a margine di un testo latino alla fine dell'XI secolo. Per quanto riguarda le Glosse emilianensi o i Cartularios de Valpuesta, il loro scopo era chiarire alcuni passaggi oscuri del testo originale. Sono state scoperte negli archivi dell'Abbazia di San Domenico di Silos, nella provincia spagnola di Burgos (Castiglia e León).
Tuttavia, queste glosse possono essere copie di una versione precedente, probabilmente risalente al tempo delle glosse emilianensi (fine X o inizio di XI secolo) e possibilmente provenienti dai Monasteri di Yuso e Suso. Attualmente sono conservate presso la British Library.

## Il testo delle glosse
Abbiamo contato 368 glosse. Eccone alcune: i termini latini sono in maiuscolo e i commenti in lingua romanza in corsivo, con il numero del glossario tra parentesi:
Molte delle espressioni romanze nelle glosse sono perfettamente comprensibili in spagnolo.